# Margarita Aldobrandini
Margarita Aldobrandini (en italiano, Margherita Aldobrandini; Capodimonte, 29 de marzo de 1588-Parma, 9 de agosto de 1646) fue duquesa consorte de Parma, Piacenza y Castro, y regente desde 1626 a 1628.

## Biografía
Era la primera hija de Giovanni Francesco Aldobrandini y Olimpia Aldobrandini, sobrina nieta del papa Clemente VIII. Se casó con Ranuccio I Farnesio el 7 de mayo de 1600 en Roma para sellar la paz entre las familias Aldobrandini y Farnesio, y el mismo Papa presidió la ceremonia.

### Duquesa de Parma
El matrimonio le garantizó a Ranuccio una rica dote y la independencia de su ducado, todavía un feudo de la iglesia confiado a la familia Farnesio. Ranuccio tenía entonces 30 años y Margarita solo 12, y pasaron diez años hasta que tuvieran un hijo. En vista de esta situación, la naturaleza supersticiosa de Ranuccio comenzó a hacerse sentir: se convenció de que su esposa estaba sufriendo bajo maldiciones y brujería. Una breve investigación concluyó que Claudia Colla, una ex amante de Ranuccio, y su madre (conocida como 'le Romane') eran las brujas y fueron juzgadas y condenadas por brujería.
El primer hijo de la pareja, Alejandro, nació en 1610, pero nació sordo. En 1612 nació Eduardo, seguido en 1615 por María, quien se casó con Francisco I de Este, en 1618 por Victoria, y en 1619 por Francisco María, el futuro cardenal.
Un matrimonio político como la mayoría de los matrimonios de la familia Farnesio. Margarita se dedicó a su esposo, a pesar de ser un hombre enojado y disoluto que tuvo varios amoríos e hijos ilegítimos.

### Regencia
Margarita quedó viuda el 5 de marzo de 1622. Su esposo fue sucedido por su hijo, Eduardo. Inicialmente, su hijo fue puesto bajo la regencia del cardenal Eduardo. A la muerte del cardenal Eduardo en 1626, Margarita sucedió a su cuñado como regente de Parma. Ocupó el cargo de regente, que lo ocupó hasta que su hijo alcanzó la mayoría de edad a los dieciséis años, en 1628.
Luego continuó viviendo en la corte hasta su muerte en 1646, que también vio la muerte de Eduardo.

### Descendencia
- Alejandro.
- Eduardo I de Farnesio (1612-1646), sucedió a su padre como duque de Parma.
- María (1616-1646), casada con Francisco I de Este, duque de Módena y Reggio.
- Victoria (1618-1649), casada con Francisco I de Este después de la muerte de María.
- Francisco María (1619-1647), cardenal.